# Liste de jeux vidéo Risk
Les jeux vidéo Risk forment une série de jeux vidéo adaptés du jeu de société du même nom.

## The Computer Edition of Risk: The World Conquest Game
The Computer Edition of Risk: The World Conquest Game est sorti en 1988 sur DOS, Windows, Mac, Amiga, Apple II, Atari ST et Commodore 64, développé par Gang of Five et édité par Leisure Genius.

## Risk(1991)
Risk est sorti en 1991 sur Windows, développé par Azeroth et édité par Virgin Interactive.

## Risk: Parker Brothers' World Conquest Game
Risk: Parker Brothers' World Conquest Game est sorti en 1994 sur Mega Drive, développé par Sculptured Software et édité par Parker Brothers.

## Risk: The Game of Global Domination(1996)
Risk: The Game of Global Domination est sorti en 1996 sur Windows et PlayStation, développé par BlueSky Software et NMS Software, édité par Hasbro Interactive.

## Risk II
Risk II est sorti en 2000 sur Windows et Mac, développé par Deep Red Games et édité par MicroProse.

## Risk: Gold Edition
Risk: Gold Edition est sorti en 2002 sur Windows, édité par Infogrames.

## Risk: Global Domination(2003)
Risk: Global Domination est sorti en 2003 sur PlayStation 2, développé par Cyberlore Studios et édité par Atari Inc..

## Risk / Battleship / Clue
Risk / Battleship / Clue est une compilation sortie en 2005 sur Game Boy Advance, développée par Gravity-i et éditée par Destination Software.

## Risk(2007)
Risk est sorti en 2007 sur Windows, développé par DR Studios et édité par iWin.

## Risk(2009)
Risk est sorti en 2009 sur BlackBerry et Windows Mobile, développé édité par EA Mobile.

## Risk: Factions
Risk: Factions est sorti en 2010 sur Windows, PlayStation 3 et Xbox 360, développé par Stainless Games et Powerhouse Animation Studios, édité par Electronic Arts.

## Risk: The Official Game
Risk: The Official Game est sorti en 2010 sur Windows, Mac et iOS, développé par EA Mobile Montreal et édité par Electronic Arts.

## Risk(2015)
Risk est sorti en 2014 sur PlayStation 3, PlayStation 4, Xbox 360, Xbox One, Nintendo Switch, développé par Zoë Mode et édité par Ubisoft.

## Risk: Global Domination(2015)
Risk: Global Domination est sorti en 2015 sur iOS et Android, développé et édité par Hasbro.

## Risk: The Game of Global Domination(2016)
Risk: The Game of Global Domination est sorti en 2016 sur Windows, développé et édité par Marmalade Game Studio.

## Risk: Urban Assault
Risk: Urban Assault  est sorti en 2016 sur PlayStation 3, PlayStation 4, Xbox 360, Xbox One, développé par Zoë Mode et édité par Ubisoft.